# Eriogonoideae
Az Eriogonoideae a szegfűvirágúak (Caryophyllales) rendjében a keserűfűfélék (Polygonaceae) családjának egyik alcsaládja mintegy 330 fajjal. Kizárólag az Újvilágban találhatók meg, jellemzőek rájuk a fészekpikkelyek (involucre) és a bogas virágzat, illetve a pálhakürtő (ochrea) hiánya. Fontos nemzetségei az Eriogonum és a Coccoloba.

## Nemzetségek és fajsorok
- Acanthoscyphus
- futókorall (Antigonon)
- Aristocapsa
- Brunnichia
- Centrostegia
- Chorizanthe
- szőlősóska (Coccoloba)
- Dedeckera
- Dodecahema
- gyapjaskeserűfű (Eriogonum)
- Gilmania
- Goodmania
- Harfordia
- Hollisteria
- Johanneshowellia
- Lastarriaea
- Mucronea
- Oxytheca
- Pterostegia
- Ruprechtia
- Sidotheca
- Stenogonum
- Systenotheca
- Triplaris